# Neuer Wildenstein
Neuer Wildenstein (česky Vildštejn) jsou zbytky skalního hradu na východě Německa, ve spolkové zemi Sasko, asi 7 km východně od města Bad Schandau v Saském Švýcarsku.

## Dějiny
Hrad byl založen roku 1409 Hynkem II. z Dubé. Ve své době byl významných hradem českého šlechtického rodu Berků z Dubé. V roce 1459 byl podstoupen Sasku. Ve spodní části skalního masívu je jeskyně Kuhstall, využívaná ještě v době třicetileté války.